# Maquinofactura
Maquinofactura é um sistema de fabricação de produtos onde há a divisão do trabalho entre algumas pessoas e máquinas (algumas que precisavam do homem). Neste processo pode ser usado as mãos (manufactura), como era feito antes da Revolução Industrial ou com a utilização de máquinas como passou a ocorrer após a Revolução Industrial.
A partir do século XIX, a indústria teve um grande desenvolvimento, foram criadas novas fábricas de têxteis, tabaco, cerâmica, cortiça e vidro,  chegaram também a Portugal máquinas movidas a vapor, onde a fonte de energia utilizada era o carvão, fazendo com que o ritmo de trabalho fosse mais rápido.
Começou a utilizar-se da máquina para fazer o trabalho antes produzido pelos artesões. Esse tipo de produção ficou conhecida por maquinofactura.
Com o trabalho mecanizado, era possível a produção em maior escala, com menor uso de mão de obra. Os turnos trabalhistas eram extremamente longos e o operário trabalhava sob más condições e má remuneração.
Ao contrário do artesanato, onde, por ter um processo manual e demorado, produziam-se peças únicas, em baixa escala e por um alto preço, na maquinofactura a produção era em larga escala e quantidade. Devido ao molde das máquinas, as peças eram todas iguais, perdendo-se a exclusividade das peças.